# Riacán mac Dúnlainge
Riacán ou Riagan mac Dúnlainge (mort en ou après 894) est roi d'Osraige dans l'actuel comté de Kilkenny et il règne de 888 à 894.

## Contexte
Le roi Riacán ou Riagan est un fils du roi Dúngal mac Fergaile, des Dál Birn la lignée royale d'Osraige. Il accède pacifiquement au trône d'Osraige à la mort de son frère ainé Cerball mac Dúnlainge en 888. Il est également le frère de l'influente princesse Land ingen Dúngaile (en), épouse de l'Ard ri Erenn Mael Seachnaill Ier mac Mael Ruanaid. William Carrigan estime que Riacan devait être déjà âgé lorsqu'il monte sur le trône après son célèbre frère qui avait régné plus de quarante années. Les Annales des quatre maîtres relèvent un combat victorieux contre les Vikings de Waterford :  

« AFM: 888.6 : Une bataille gagnée par Riagan, fils de Dunghal, contre les étrangers de Port Lairge, Loch Carman, et Teach Moling, dans laquelle deux cents têtes furent coupées. »

## Succession et postérité
On ignore ensuite si le roi Riácan meurt ou abdique du fait de son âge; il a comme successeur son neveu Diarmait mac Cerbaill et son fils le Rigdamna Máel Morda meurt en 922 

## Source
- Anthony Stokvis, préf. H. F. Wijnman, Manuel d'histoire, de généalogie et de chronologie de tous les états du globe, depuis les temps les plus reculés jusqu'à nos jours, Leyde, éditions Brill, 1889 réédition 1966, Volume II Chapitre III. Lagénie [Laighen, Leinster], § 2 Ossory [Osraighe]: Généalogie des rois d'Ossory . Tableau généalogique n° 28a p. 272.
- (en) T.W Moody, F.X. Martin et F.J. Byrne, A New History of Ireland IX Maps, Genealogies, Lists. A companion to Irish History part II, Oxford, Oxford University Press, 2011, 690 p. (ISBN 978-0-19-959306-4).